# Dumbarton Oaks Concerto

Le Dumbarton Oaks Concerto est un concerto grosso pour petit orchestre d'Igor Stravinsky pour une commande des époux Bliss. Il fut créé dans leur propriété Dumbarton Oaks le 8 mai 1938 sous la direction de Nadia Boulanger.

## Structure
1. Tempo giusto
2. Allegretto
3. Finale: Con moto

- Durée d'exécution : douze minutes.

## Instrumentation
- une flûte, une clarinette, un basson, deux cors, trois violons, trois altos, deux violoncelles, deux contrebasses.